# Černuška (město)
Černuška (rusky Чернушка) je město v Permském kraji v Ruské federaci. Při sčítání lidu v roce 2010 měla přes třiatřicet tisíc obyvatel.

## Poloha a doprava
Černuška leží v západním předhůří Středního Uralu na Tanypu, pravém přítoku Belaji v povodí Kamy. Od Permu, správního střediska kraje, je vzdálena přibližně 230 kilometrů jižně.
Přes město prochází železniční trať z Kazaně do Jekatěrinburgu.

## Dějiny
První zmínka je z roku 1859, kdy se jednalo o vesnici. Po vybudování železnice v roce 1919 nastává rychlý rozvoj obce, která se v roce 1930 stalo správním střediskem rajónu. Ve 30. letech 20. století se obec krátce nazývalo Azino podle bojovníka v ruské občanské válce Vladimira Martinoviče Azina. V roce 1945 získala Černuška status sídla městského typu a od roku 1966 je městem.

## Hospodářství
Od 50. let 20. století je důležitou součástí zdejšího hospodářství těžba ropy a zemního plynu.